# 말라파가의 성벽

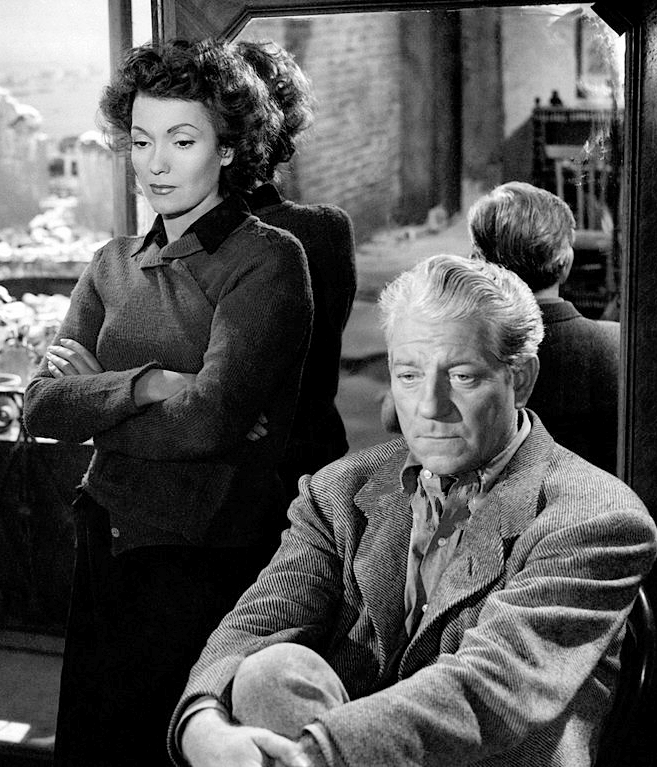

말라파가의 성벽(영어: The Walls of Malapaga, 이탈리아어: Le mura di Malapaga, 프랑스어: Au-delà des grilles←"문을 넘어서")은 장 가뱅, 이사 미란다 주연, 르네 클레망 감독의 1949년 프랑스-이탈리아의 드라마 영화이다. Francinex, Italia Produzione 공동 제작이다.

## 줄거리
도주 중인 프랑스 범죄자 피에르 아리뇽은 제노바에서 현지 여성 마르타 만프레디(이사 미란다)와 사랑에 빠진다. 이 영화는 이탈리아를 배경으로 하며, 대화는 주로 프랑스어로 이루어져 있다.

## 출연
- 장 가뱅 - Pierre Arrignon 역
- 이사 미란다 - Marta Manfredini 역
- Vera Talchi - Cecchina, Marta's daughter 역
- Andrea Checchi - Giuseppe, Marta's husband 역
- Robert Dalban - mariner 역
- Ave Ninchi - 마리아. 이웃 역
- Checco Rissone - forger 역
- Renato Malavasi - dentist 역
- Carlo Tamberlani - inspector 역
- Vittorio Duse - agent 역